# میشمار هاشرون
میشمار هاشرون (به لاتین: Mishmar HaSharon) یک منطقهٔ مسکونی در اسرائیل است که در شورای منطقه‌ای دره هفر واقع شده‌است.